# جيفيت
جيفيت؛(
تنطق بالفرنسية: [ʒi.vɛ]
) ((بالألمانية: Gibet)‏ Walloon: Djivet) هي كومونا (بلدية) في مقاطعة الأردين (إقليم فرنسي) في شمال فرنسا محاطة من ثلاث جهات بالحدود البلجيكية. تقع على نهر ميوز حيث بنى الإمبراطور شارل الخامس قلعة شارلمونت. تحدها بلديات فروملين الفرنسية من الشرق ورانسين من الجنوب والرغاوي من الجنوب الشرقي.
في وقت لاحق، تمت إضافة مبنى آخر إلى الحصن، كاسرين روج، أطول ثكنات فرنسا في ذلك الوقت ، سمي على اسم بيير فرانسوا، ماركيز دي روج، جنرال الجيوش الفرنسية 1761.
تقع محمية بوينت دي جيفيت الطبيعية الوطنية جزئيًا في البلدية.

## تاريخ
يدعي تاريخ المدينة أن القديس هوبرت عاش هناك عام 720 وقام بمعجزة. تم تغيير المدينة عدة مرات منذ العصر الروماني قبل أن تصبح جزءًا من فرنسا عام 1678، ثم غزاها الروس والألمان فيما بعد.
خلال الحروب النابليونية، أقام الفرنسيون معسكرًا هنا لأسرى الحرب البحرية البريطانية من عام 1804 إلى عام 1814. أحد الضباط الأسرى، الكابتن جليل برينتون، البحرية الملكية، الذي تم أسره عندما جنحت سفينته، فرقاطة، قبالة شيربورج، وأنشأ القسيس البحري روبرت ب. البحارة البريطانيين المسجونين. كانت هذه مبادرة غير رسمية ناجحة لتعليم الملاحة التي وفرت أيضًا مركزًا لنمو التقوى الدينية في البحرية الملكية.  تم حفظ مثال لعمل الطلاب في مدرسة الملاحة في دفتر ملاحظات للبحار البريطاني ويليام كارتر.  بحار بريطاني، جون ويذريل، أحد الناجين من الفرقاطة البريطانية ذات الـ 38 مدفعًا التي تحطمت بالقرب من بريست وأحرقها طاقمها لمنع أسرها، سُجنت في جيفيه من 1804 إلى 1814 وتركت سردًا لتجاربه. 
في الحرب العالمية الثانية، احتل الألمان جيفيت في 12 مايو 1940 وحررها الحلفاء في 7 سبتمبر 1944. بحلول ديسمبر 1944 ، تم وضع 11000 جندي أمريكي في قلعة شارلمان القديمة. استهدف معركة الثغرة الألماني جيفيت وعبوره لنهر ميوز. نظم البريطانيون، تحت قيادة الجنرال مونتغمري، دفاعًا أخيرًا، وفي 24 ديسمبر، تم إيقاف القيادة الألمانية حوالي 10 كيلومتر (6 ميل) من جيفيت.
جيفيت هي أيضًا مسقط رأس الكاتب هنري بيدو (1873-1943) وعازف الشعر جيل سيلفستريني (مواليد 1961).

## سكان

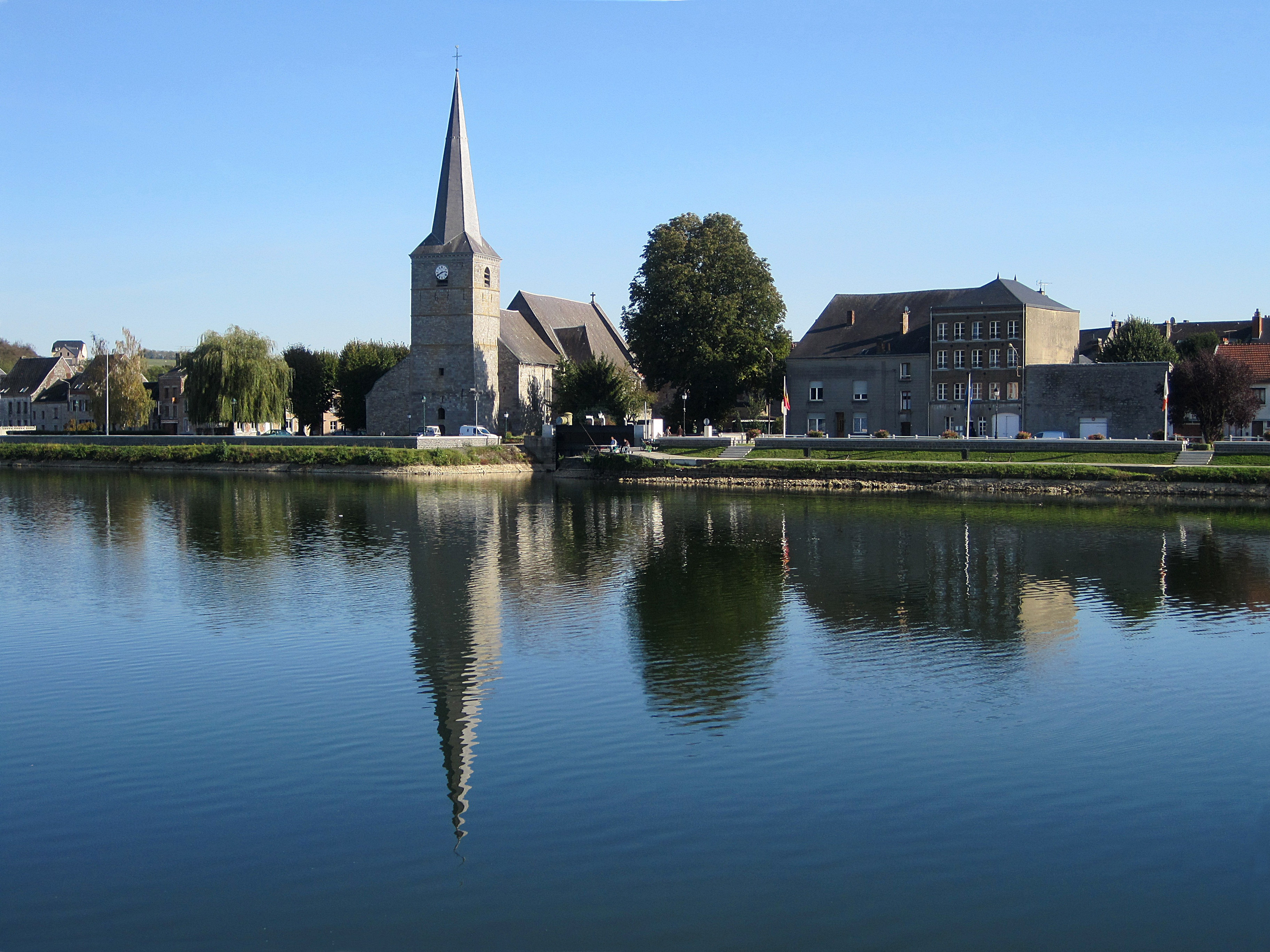
كنيسة نوتردام

## ينقل
تعمل قطارات مؤسسة تير الكبرى التابعة إلى الشركة الوطنية للسكك الحديدية (فرنسا) كل ساعة تقريبًا من محطة جيفيتإلى محطة شارلفيل ميزيير، وتستغرق حوالي ساعة  لمدة 64 كـم (40 ميل) . افتتحت المحطة في عام 1862.
تعمل حافلة 154A كل ساعة أو ساعتين من المحطة إلى دينانت، وتستغرق حوالي 42 دقيقة.  وهو يحل محل خط السكة الحديد 154 أ ، والذي استغرق حوالي 30 دقيقة  للخط 22 كـم (14 ميل) الطريق  وأغلق في عام 1988. في عام 2021 ، بدأت دراسة في إعادة فتح مسار واحد ، مع وجود مسار دراجات بجانبه. 
تم تحويل الخط 138A السابق إلى مسار دراجات . 
نهر ميوز صالح للملاحة من بحر الشمال إلى جيفيت. ترتبط قناة كانال دي لا ميوز ببقية شبكة القنوات الفرنسية. تراجع الميناء بعد أن تم توسيع القناة للسماح ب 1350 طنًا من الصنادل في الستينيات،  ولكن عندما أعيد ربطه بالسكك الحديدية في عام 2013 ، كان لا يزال يتعامل مع حوالي 760 ألف طن من الشحنات سنويًا. 
يخدم جيفيت عدة طرق رئيسية، بما في ذلك D8051 إلى روكروي سابقًا N51 ، و D949، وهو القسم الفرنسي من N40 في بلجيكا، والذي يربط أرلون ومنس.

## روابط خارجية
- موقع الويب الرسمي (بالفرنسية)